# Utetes mediorufus
Utetes mediorufus är en stekelart som först beskrevs av Granger 1949.  Utetes mediorufus ingår i släktet Utetes och familjen bracksteklar. Inga underarter finns listade i Catalogue of Life.